# Atractus attenuates
Atractus attenuates este o specie de șerpi din genul Atractus, familia Colubridae, descrisă de Robert F. Myers și Walter E. Schargel în anul 2006. Conform Catalogue of Life specia Atractus attenuates nu are subspecii cunoscute.